# Droga wojewódzka 790
Die Droga wojewódzka 790 (DW 790) ist eine 44 Kilometer lange Droga wojewódzka (Woiwodschaftsstraße) in der polnischen Woiwodschaft Schlesien, die Dąbrowa Górnicza mit Pilica verbindet. Die Strecke liegt in der Kreisfreien Stadt Dąbrowa Górnicza und im Powiat Zawierciański.

## Streckenverlauf
Woiwodschaft Schlesien, Kreisfreie Stadt Dąbrowa Górnicza
-  Dąbrowa Górnicza (Dombrowa) (S 1, DK 1, DK 94, DW 796, DW 910)

Woiwodschaft Schlesien, Powiat Zawierciański
- Niegowonice
- Mitręga
-  Ogrodzieniec (DW 791)
- Podzamcze
- Morusy
- Biskupice
-  Pilica (Pilitza/Pillen) (DW 794)